# سجن الدامون
سجن الدامون (بالعبرية: בית סוהר דמון) هو سجن تابع لمصلحة السجون الإسرائيلية يقع في حيفا في جبال الكرمل، على أراض تابعة لـخربة الدامون المهجّرة عام 1948 هو مخصص بالأساس للأسيرات الفلسطينيات وهناك قسم للأطفال الأسرى أو ما يعرف بالأشبال.
افتتح سجن الدامون في فترة الانتداب البريطاني واستعمل كمخزن لتجميع الدخان، وبني بأسلوب يتيح توفير الرطوبة لحفظ أوراق الدخان، لذلك ما تزال غرفه سيئة التهوية وأرضيته من الباطون مما يجعل السجن باردًا جدا بالشتاء وحارًا جدًا بالصيف. في عام 1997 أفرج عن الأسيرات في سجن الدامون ضمن اتفاقية طابا، وبذلك أصبح سجن الدامون فارغًا، وأعيد افتتاحه عام 2001 خلال الانتفاضة الثانية وتم تخصيصه للأسيرات الفلسطينيات.